# 岐阜大学教育学部附属中学校
岐阜大学教育学部附属中学校（ぎふだいがくきょういくがくぶふぞくちゅうがっこう）は、かつて岐阜県岐阜市加納大手町にあった岐阜大学附属の国立中学校。
2020年（令和2年）4月に岐阜大学教育学部附属小学校と統合し、義務教育学校の岐阜大学教育学部附属小中学校となり廃校。校舎は岐阜大学教育学部附属小中学校南校舎、講堂は岐阜大学教育学部附属小中学校南体育館、運動場は岐阜大学教育学部附属小中学校南運動場に転用された。

## 沿革
開校は1951年（昭和26年）であるが、1951年（昭和26年）11月から1954年（昭和29年）3月は岐阜市立長良中学校に併設されており、単独校となったのは1954年（昭和29年）である。そのため、本校の事実上の発足は1954年（昭和29年）となっている。
- 1951年（昭和26年）
  - 4月1日 - 岐阜大学学芸学部附属中学校として開校。
  - 11月1日 - 岐阜市立長良中学校内に併設となる。
- 1954年（昭和29年）
  - 4月1日 - 旧・岐阜大学学芸学部加納教室の校舎に移転し単独校となる。長良中学校併設を解消。
  - 4月8日 - 第1回入学式を行う。
- 1955年（昭和30年）3月10日 - 第1回卒業式を行う。
- 1963年（昭和38年）4月 - 養護学級を設置する。
- 1966年（昭和41年）4月1日 - 岐阜大学教育学部附属中学校に改称する。
- 1975年（昭和50年）10月1日 - 主事制を廃止し、副校長制を実施する。
- 2004年（平成16年）4月1日 - 国立大学法人法により国立大学法人岐阜大学に移管。
- 2020年（令和2年）3月 - 岐阜大学教育学部附属小学校と統合し、義務教育学校の岐阜大学教育学部附属小中学校の開校により廃校。

## 部活動

### 運動部
- 陸上競技部
- 男子バレーボール部
- 女子バレーボール部
- 男子バスケットボール部
- 女子バスケットボール部
- サッカー部
- 剣道部
- 軟式野球部
- 水泳部

### 文化部
- 自然科学部
- 家庭科部
- 合唱部
- 情報部

## 出身者
- 佐藤典克（陶芸家）
- 日比野克彦（芸術家）
- 赤塚瑞樹（独立リーグ野球選手）
- 朝倉健太（プロ野球選手）
- 坪井保菜美（新体操選手、北京オリンピック代表）

## アクセス
- 岐阜バス 「加納附属小学校前」停留所より徒歩で約2分。
- JR東海道本線・高山本線 岐阜駅又は名鉄名古屋本線・各務原線 名鉄岐阜駅より徒歩で約15分（約1km）。
- 名鉄名古屋本線 加納駅又は名鉄名古屋本線 茶所駅より徒歩で約6分。